# Halytj
Halytj (ukrainsk: Га́лич, tr. Hálytj, ukrainsk udtale: [ˈɦaɫet͡ʃ]  ( hør); jiddisch: העליטש; polsk: Halicz; litauisk: Halyčas; tysk: Halytsch) er en historisk by ved Dnjestr-floden i den vestlige del af Ukraine. Byen har et befolkningstal på omkring 6.155 (2021) indbyggere.
Halytj var hovedstad i Fyrstendømmet Galicien-Volhynien indtil det tidlige 1300-tal, hvor fyrsten flyttede sit sæde til Lviv. I 1340-1772 omfattede provinsen det ruthenske voivodskab. Halytj er i dag en lille by, der ligger lige ved siden af den tidligere hovedstad i Fyrstendømmet Galicien-Volhynien, og har beholdt navnet på den tidligere hovedstad.
Halytj er hovedby i Halytj rajon i Ivano-Frankivsk oblast. Byen ligger 26 km nord for oblastens hovedstad Ivano-Frankivsk.

## Galleri
- Banegården i Halytj
- Frimærke fra det østrig-ungarske rige med polsk stempel:  Halicz